# Liste von Sakralbauten im Landkreis Stendal
Die Liste von Sakralbauten im Landkreis Stendal gibt eine möglichst vollständige Übersicht der im Landkreis Stendal im Nordosten des Landes Sachsen-Anhalt vorhandenen relevanten Sakralbauten mit ihrem Status, Adresse, Koordinaten und einer Ansicht (Stand Dezember 2022).

## Kapellen
| Artikel                              | Beschreibung | Gemeinde            | Ort(e)               | Bild           | Koordinaten                  |
| ------------------------------------ | --- | ------------------- | -------------------- | -------------- | ---------------------------- |
| Beguinenhaus                         | Einschiffiger Backsteinbau, 1390 oder 1397 gestiftet, mit hohen gotischen Fenstern und Spitzbogenblenden                           | Havelberg           | Havelberg            | weitere Bilder | 52° 49′ 27″ N, 12° 4′ 20″ O  |
| Gutskapelle Briest                   | Schlichter Fachwerkbau mit Ziegelausfachung, polygonalem Ostschluss und Dachreiter 1599                                            | Tangerhütte         | Briest (Tangerhütte) |                | 52° 26′ 16″ N, 11° 50′ 31″ O |
| Gutskapelle Eickerhöfe               | Schlichter rechteckiger Fachwerkbau (1708) mit Dachturm, in Verfall                                                                | Seehausen (Altmark) | Eickerhöfe           |                | 52° 58′ 8″ N, 11° 44′ 55″ O  |
| Romanisches Haus (Werben)            | Als Kapelle der Johanniter-Komturei in Werben bezeichnet, diese Nutzung jedoch nach neuesten Erkenntnissen wieder fraglich         | Werben              | Werben               | weitere Bilder | 52° 51′ 34″ N, 11° 58′ 53″ O |
| Martinskapelle (Osterburg (Altmark)) | Ursprünglich Pfarrkirche, davon erhalten der quadratische Chor und die Apsis eines jüngeren romanischen Feldsteinbaus E. 12. Jh.   | Osterburg           | Osterburg            | weitere Bilder | 52° 47′ 35″ N, 11° 45′ 30″ O |
| Schlosskapelle Sandau                | Katholische Kapelle im Schloss Sandau, 1947 eingerichtet                                                                           | Sandau              | Sandau (Elbe)        |                | 52° 47′ 13″ N, 12° 2′ 33″ O  |
| St.-Elisabeth-Kapelle (Tangermünde)  | Kirchengebäude in Tangermünde, einschiffiger Saal 1460/70 mit Fünfseitschluss im Osten, Strebepfeilern und Staffelgiebel im Westen | Tangermünde         | Tangermünde          | weitere Bilder | 52° 32′ 42″ N, 11° 58′ 38″ O |
| Kapelle Köckte                       | Ehemalige Gutskirche; Fachwerkbau mit quadrat. Turm auf dem Dach, 1730/31                                                          | Tangermünde         | Köckte (Tangermünde) |                | 52° 29′ 53″ N, 11° 54′ 1″ O  |
| Kapelle Waldfrieden                  | Teil des Ritterguts Waldfrieden, aufwendig gestalteter zweijochiger, neugotischer Rechteckbau                                      | Havelberg           | Waldfrieden          |                | 52° 50′ 24″ N, 12° 13′ 35″ O |

## Kirchengebäude
| Artikel                                     | Beschreibung | Gemeinde            | Ort                              | Bild           | Koordinaten                  |
| ------------------------------------------- | --- | ------------------- | -------------------------------- | -------------- | ---------------------------- |
| Alte Dorfkirche Röxe                        | Saalkirche mit dreiseitigem Ostschluss, spätromanisch, im 14./15. Jh. ergänzt, jetzt Friedhofskapelle | Stendal             | Röxe                             | weitere Bilder | 52° 35′ 26″ N, 11° 50′ 17″ O |
| Christuskirche (Stendal)                    | Kleine verputzte Backsteinsaalkirche des Dorfes Wahrburg | Stendal             | Wahrburg                         | weitere Bilder | 52° 35′ 22″ N, 11° 49′ 30″ O |
| Dorfkirche (Volgfelde)                      | Im Kern romanischer Feldsteinsaal, im 18./19. Jh. überformt | Stendal             | Volgfelde                        | weitere Bilder | 52° 33′ 29″ N, 11° 38′ 22″ O |
| Dorfkirche Arensberg                        | Kleine romanische Saalkirche mit Querturm und Chor des 13. Jh. in Feldstein | Bismark             | Arensberg                        | weitere Bilder | 52° 40′ 37″ N, 11° 34′ 26″ O |
| Dorfkirche Arnim                            | Kleine Saalkirche mit eingezogenem Chor und Westquerturm, E. 12. Jh. | Stendal             | Arnim                            | weitere Bilder | 52° 37′ 27″ N, 11° 56′ 56″ O |
| Dorfkirche Baben                            | Gestreckte Saalkirche mit Apsis und Westquerturm, A. 13. Jh. | Eichstedt           | Baben                            | weitere Bilder | 52° 41′ 45″ N, 11° 53′ 30″ O |
| Dorfkirche Badingen, Altmark                | Stattliche Saalkirche 1187(d) mit eingezogenem Chor und Westquerturm, | Bismark             | Badingen                         | weitere Bilder | 52° 36′ 28″ N, 11° 38′ 36″ O |
| Dorfkirche Beelitz (Arneburg)               | Spätromanische Chorturmkirche, barockisiert, eine der „Sieben verkehrten Kirchen der Altmark“ | Arneburg            | Beelitz (Arneburg)               |                | 52° 41′ 20″ N, 11° 57′ 6″ O  |
| Dorfkirche Beesewege                        | Frühgotische Saalkirche aus Schiff und Westquerturm, wohl 2. H. 13. Jh. | Bismark             | Beesewege                        | weitere Bilder | 52° 39′ 26″ N, 11° 37′ 25″ O |
| Dorfkirche Behrend                          | Rechteckiger Feldsteinbau, wohl um 1300: Apsis und Westturm 19. Jh. | Seehausen           | Behrend                          |                | 52° 50′ 53″ N, 11° 45′ 12″ O |
| Dorfkirche Belkau                           | Spätromanische Dorfkirche in vollständiger Anlage E. 12. Jh., reich ausgestattet, u. a. Glocke von van Wou                                                                                                 | Bismark             | Belkau                           | weitere Bilder | 52° 39′ 0″ N, 11° 45′ 42″ O  |
| Dorfkirche Bellingen                        | Stattliche romanische Feldsteinsaalkirche um 1200 | Tangerhütte         | Bellingen                        | weitere Bilder | 52° 30′ 44″ N, 11° 49′ 45″ O |
| Dorfkirche Berge                            | Stattliche Dorfkirche der Backsteinromanik 1221 (d) im Ortsteil von Werben | Werben              | Berge                            | weitere Bilder | 52° 49′ 1″ N, 11° 59′ 58″ O  |
| Dorfkirche Berkau                           | Im Kern romanischer Feldsteinbau aus Schiff und eingezogenem Rechteckchor M. 13. Jh., der Westturm in Sandstein 1885/86 erbaut, dabei auch die Rundbogenfenster zu Spitzbogenfenstern mit Maßwerk umgebaut | Bismark             | Berkau                           | weitere Bilder | 52° 38′ 9″ N, 11° 29′ 8″ O   |
| Dorfkirche Bertkow                          | Spätromanische Dorfkirche in vollständiger Anlage (2. H. 12. Jh.) | Goldbeck            | Bertkow                          | weitere Bilder | 52° 43′ 29″ N, 11° 54′ 22″ O |
| Dorfkirche Biesenthal                       | Spätromanische Feldsteinsaalkirche mit Westquerturm, A. 13. Jh. | Bismark             | Biesenthal                       | weitere Bilder | 52° 44′ 32″ N, 11° 33′ 29″ O |
| Dorfkirche Bindfelde                        | Romanische Saalkirche M. 13. Jh., Westturm in Fachwerk 18. Jh. | Stendal             | Bindfelde                        | weitere Bilder | 52° 35′ 24″ N, 11° 53′ 59″ O |
| Dorfkirche Boock                            | Neugotische Backsteinsaalkirche mit bauzeitlicher Ausstattung 1892/93 | Altmärkische Höhe   | Boock                            | weitere Bilder | 52° 47′ 17″ N, 11° 32′ 30″ O |
| Dorfkirche Bretsch                          | Spätromanische Saalkirche mit Querturm, Schiff und eingezogenem Chor, 2. H. 12. Jh. | Altmärkische Höhe   | Bretsch                          | weitere Bilder | 52° 50′ 23″ N, 11° 37′ 50″ O |
| Dorfkirche Briest                           | Kleine frühgotische Backsteinsaalkirche E. 13./A. 14. Jh., S. 1986 Sitz der Marionettenbühne | Wust-Fischbeck      | Briest                           | weitere Bilder | 52° 30′ 57″ N, 12° 7′ 42″ O  |
| Dorfkirche Birkholz (Tangerhütte)           | Fachwerkbau mit Ziegelausfachung, mit Dachturm, profaniert | Tangerhütte         | Birkholz (Tangerhütte)           | weitere Bilder | 52° 25′ 3″ N, 11° 50′ 30″ O  |
| Dorfkirche Bittkau                          | Langgestreckte rechteckige Saalkirche mit Westturm in Feldstein, Umgestaltung der Schiffsfenster 1737–39.                                                                                                  | Tangerhütte         | Bittkau                          | weitere Bilder | 52° 24′ 30″ N, 11° 57′ 44″ O |
| Dorfkirche Buchholz (Altmark)               | Feldsteinkirche in vollständiger Anlage um 1140 | Stendal             | Buchholz (Altmark)               | weitere Bilder | 52° 32′ 25″ N, 11° 47′ 14″ O |
| Dorfkirche Bömenzien                        | Neugotischer Backsteinbau mit Kreuzgrundriss, E. 19. Jh., Westturm spätgotisch, 15. Jh. | Zehrental           | Bömenzien                        | weitere Bilder | 52° 59′ 24″ N, 11° 32′ 46″ O |
| Dorfkirche Bülitz (Bismark)                 | Kleiner romanischer Feldsteinsaal mit eingezogenem Chor und Apsis, 1205 (d) | Bismark             | Bülitz (Bismark)                 | weitere Bilder | 52° 39′ 22″ N, 11° 39′ 27″ O |
| Dorfkirche Büste                            | Spätromanische Saalkirche in Feldstein und Westquerturm, 1. H. 13. Jh. | Bismark             | Büste (Bismark)                  | weitere Bilder | 52° 41′ 21″ N, 11° 32′ 30″ O |
| Dorfkirche Calberwisch                      | Im Ursprung romanischer Feldsteinbau aus Schiff, Chor und Westquerturm 1164/69 | Osterburg           | Calberwisch                      | weitere Bilder | 52° 46′ 57″ N, 11° 48′ 50″ O |
| Dorfkirche Cobbel                           | Kleine verputzte Saalkirche 1824, Dachreiter 1903, Inneres 1966 modernisiert | Tangerhütte         | Cobbel                           | weitere Bilder | 52° 23′ 35″ N, 11° 51′ 47″ O |
| Dorfkirche Dahlen (Altmark)                 | Feldsteinbau vom E. 12. Jh. aus Schiff, Chor und Westquerturm | Stendal             | Dahlen (Stendal)                 | weitere Bilder | 52° 33′ 39″ N, 11° 49′ 31″ O |
| Dorfkirche Dahrenstedt                      | Gotische Saalkirche in Feldstein, 2. H. 13. Jh., Fachwerkturm 1728 | Stendal             | Dahrenstedt                      | weitere Bilder | 52° 32′ 30″ N, 11° 49′ 55″ O |
| Dorfkirche Darnewitz                        | Rechteckiger neugotischer Feldsteinbau mit Backsteingliederung, 1832 erbaut | Bismark             | Darnewitz                        | weitere Bilder | 52° 38′ 40″ N, 11° 42′ 20″ O |
| Dorfkirche Deetz                            | Spätromanischer Feldsteinsaal aus Schiff und eingez. Chor, Westturm in Backstein E. 19. Jh. | Bismark             | Deetz                            | weitere Bilder | 52° 35′ 10″ N, 11° 39′ 59″ O |
| Dorfkirche Demker                           | Im Kern romanischer Rechteckbau aus Feldstein mit Westquerturm, 1. H. 13. Jh. | Tangerhütte         | Demker                           | weitere Bilder | 52° 30′ 26″ N, 11° 51′ 12″ O |
| Dorfkirche Deutsch                          | Neugotischer Backsteinbau 1885, Saal mit polygonaler Apsis und eingezogenem Westturm, bauzeitl. Ausstattung                                                                                                | Zehrental           | Deutsch                          | weitere Bilder | 52° 58′ 4″ N, 11° 35′ 5″ O   |
| Dorfkirche Dewitz                           | Gotisierender Neubau 1883/84, Saalkirche mit Dreiachtelschluss und Westquerturm | Altmärkische Höhe   | Dewitz                           | weitere Bilder | 52° 50′ 15″ N, 11° 36′ 51″ O |
| Dorfkirche Dobbrun                          | Romanische Saalkirche mit Querturm in vollständiger Anlage 2. H. 12. Jh. | Osterburg           | Dobbrun                          | weitere Bilder | 52° 49′ 51″ N, 11° 46′ 51″ O |
| Dorfkirche Döllnitz                         | Romanischer Feldsteinsaal mit Chor und Westturm, M. 13. Jh., danach mehrfach umgebaut | Bismark             | Döllnitz                         | weitere Bilder | 52° 39′ 57″ N, 11° 31′ 32″ O |
| Dorfkirche Drüsedau                         | Romanischer Rechtecksaal mit halbrunder Apsis in Feldstein, um 1170; Fachwerkturm 1775 | Altmärkische Höhe   | Drüsedau                         | weitere Bilder | 52° 51′ 26″ N, 11° 41′ 51″ O |
| Dorfkirche Döbbelin                         | Romanische Feldsteinsaalkirche 2. H. 12. Jh., Schiff 1747 nach Osten erweitert, gleichzeitig Fachwerkturm                                                                                                  | Stendal             | Döbbelin                         | weitere Bilder | 52° 34′ 29″ N, 11° 47′ 24″ O |
| Dorfkirche Düsedau                          | Romanisches Feldsteinbauwerk mit Westquerturm, E. 12. Jh., Umbau 1869 | Osterburg (Altmark) | Düsedau                          | weitere Bilder | 52° 45′ 50″ N, 11° 47′ 47″ O |
| Dorfkirche Eichstedt                        | Im Kern vierteiliger romanischer Feldsteinbau, barock umgebaut 1724/25, Ostteile und Turmaufsatz erneuert                                                                                                  | Eichstedt           | Eichstedt                        | weitere Bilder | 52° 40′ 49″ N, 11° 51′ 6″ O  |
| Dorfkirche Einwinkel                        | Kleiner rechteckiger im Kern romanischer Feldsteinbau mit schiefem Fachwerkturm 1721 | Altmärkische Höhe   | Einwinkel                        | weitere Bilder | 52° 47′ 40″ N, 11° 34′ 43″ O |
| Dorfkirche Elversdorf                       | Romanischer Feldsteinsaal mit eingezogenem Rechteckchor und Apsis, wohl E. 12. Jh., Westturm E. 13. Jh. angefügt                                                                                           | Tangerhütte         | Elversdorf                       | weitere Bilder | 52° 30′ 50″ N, 11° 52′ 29″ O |
| Dorfkirche Falkenberg (Altmärkische Wische) | Spätromanische Saalkirche in vollständiger Anlage, E. 12./A. 13. Jh. Westturm 2. H. 13. Jh. in Backstein                                                                                                   | Altmärkische Wische | Falkenberg                       | weitere Bilder | 52° 51′ 36″ N, 11° 48′ 46″ O |
| Dorfkirche Ferchlipp                        | Romanisches Backsteinbauwerk des späten 12. Jh., Westquerturm spätgotisch | Altmärkische Wische | Ferchlipp                        | weitere Bilder | 52° 51′ 6″ N, 11° 51′ 14″ O  |
| Dorfkirche Fischbeck                        | Schiff und Turm in Backstein 1220–1250, um 1500 mit spätgotischem Dreiseitchor ergänzt | Wust-Fischbeck      | Fischbeck                        | weitere Bilder | 52° 32′ 19″ N, 12° 0′ 58″ O  |
| Dorfkirche Flessau                          | Sorgfältig ausgeführter Feldsteinquaderbau aus Schiff, Chor und Westquerturm, 1230 geweiht | Osterburg (Altmark) | Flessau                          | weitere Bilder | 52° 45′ 36″ N, 11° 40′ 14″ O |
| Dorfkirche Gagel                            | Spätrom. Feldsteinbau aus Westquerturm, Saal und eingezogenem Chor A. 13. Jh. | Altmärkische Höhe   | Gagel                            | weitere Bilder | 52° 50′ 44″ N, 11° 34′ 39″ O |
| Dorfkirche Giesenslage                      | Dorfkirche der Backsteinromanik, spätes 12. Jahrhundert, in Nachfolge des nahen Klosters Jerichow | Werben              | Giesenslage                      | weitere Bilder | 52° 48′ 23″ N, 11° 57′ 21″ O |
| Dorfkirche Gladigau                         | Spätromanischer Feldsteinbau E. 12. Jh., mit eingezogenem Chor A. 13. Jh. | Osterburg (Altmark) | Gladigau                         | weitere Bilder | 52° 46′ 15″ N, 11° 34′ 12″ O |
| Dorfkirche Gohre                            | Romanische Feldsteinkirche in vollständiger Anlage 1. H. 12. Jh. | Stendal             | Gohre                            | weitere Bilder | 52° 33′ 27″ N, 11° 48′ 36″ O |
| Dorfkirche Groß Ballerstedt                 | Vierteilige Feldsteinkirche in vollständiger Anlage 1. H. 13. Jh. | Osterburg           | Groß Ballerstedt                 | weitere Bilder | 52° 44′ 0″ N, 11° 42′ 44″ O  |
| Dorfkirche Groß Garz                        | Im Kern mittelalterlicher Feldsteinbau, A. 13. Jh., Turmobergeschosse in Fachwerk, 1622. | Zehrental           | Groß Garz                        | weitere Bilder | 52° 55′ 59″ N, 11° 36′ 37″ O |
| Dorfkirche Groß Möringen                    | Spätromanische Feldsteinkirche 1171 (d) in vollständiger Anlage, in seltener Reinheit erhalten | Stendal             | Groß Möringen                    | weitere Bilder | 52° 35′ 29″ N, 11° 44′ 39″ O |
| Dorfkirche Groß Rossau                      | Spätromanische Dorfkirche in vollständiger Anlage, 3. Drittel 13. Jh., teilweise verändert | Osterburg           | Groß Rossau                      | weitere Bilder | 52° 47′ 27″ N, 11° 38′ 44″ O |
| Dorfkirche Groß Schwechten                  | Romanisches Feldsteinbauwerk in vollständiger Anlage, zwischen 1127 und 1136 (d) | Stendal             | Groß Schwechten                  | weitere Bilder | 52° 41′ 8″ N, 11° 48′ 27″ O  |
| Dorfkirche Grävenitz                        | Romanisches Feldsteinbauwerk in vollständiger Anlage 2. H. 12. Jh., Fenster vergrößert | Bismark             | Grävenitz                        | weitere Bilder | 52° 43′ 16″ N, 11° 40′ 39″ O |
| Dorfkirche Grünenwulsch                     | Kleiner Feldsteinsaal mit Schiff und eingezogenem frühgotischen Rechteckchor, 2. H. 13. Jh. | Bismark             | Grünenwulsch                     | weitere Bilder | 52° 39′ 20″ N, 11° 40′ 47″ O |
| Dorfkirche Hassel                           | Rechteckige spätromanische Saalkirche von 1230 mit breiter, flacher Apsis und Dachturm von 1746/48 | Hassel              | Hassel                           | weitere Bilder | 52° 38′ 23″ N, 11° 55′ 37″ O |
| Dorfkirche Heeren                           | Im Kern romanische gestreckte Saalkirche und Westquerturm in Feldstein 2. H. 12. Jh. | Stendal             | Heeren                           | weitere Bilder | 52° 32′ 27″ N, 11° 53′ 18″ O |
| Dorfkirche Heiligenfelde                    | Stattlicher Feldsteinbau aus Schiff, Querturm und eingezogenem Chor, 2. H. 12. Jh. | Altmärkische Höhe   | Heiligenfelde                    | weitere Bilder | 52° 49′ 39″ N, 11° 29′ 47″ O |
| Dorfkirche Hindenburg (Hohenberg-Krusemark) | Spätromanischer Feldsteinbau in vollständiger Anlage, E. 12. Jh. | Hohenberg-Krusemark | Hindenburg (Hohenberg-Krusemark) | weitere Bilder | 52° 45′ 17″ N, 11° 55′ 41″ O |
| Dorfkirche Hohengöhren                      | Im Kern stattliches Backsteinbauwerk des frühen 13. Jh., barock verändert | Schönhausen (Elbe)  | Hohengöhren                      | weitere Bilder | 52° 36′ 54″ N, 12° 2′ 16″ O  |
| Dorfkirche Hohenwulsch                      | Im Kern romanische Saalkirche aus der M. 13. Jh., Chor später erweitert | Bismark             | Hohenwulsch                      | weitere Bilder | 52° 40′ 17″ N, 11° 35′ 59″ O |
| Dorfkirche Hämerten                         | Spätromanische Chorturmkirche 1191 (d), eine der „7 Verkehrten Kirchen der Altmark“ | Tangermünde         | Hämerten                         | weitere Bilder | 52° 35′ 24″ N, 11° 59′ 9″ O  |
| Dorfkirche Hüselitz                         | Neuromanische Saalkirche 1902 unter Beibehaltung des romanischen Grundrisses (M. 12. Jh.), barocker Kanzelaltar erhalten                                                                                   | Tangerhütte         | Hüselitz                         | weitere Bilder | 52° 30′ 31″ N, 11° 48′ 28″ O |
| Dorfkirche Iden                             | Spätromanischer Feldsteinbau in vollständiger Anlage, 2. H. 12. Jh., barocker Altar | Iden                | Iden                             | weitere Bilder | 52° 46′ 44″ N, 11° 54′ 51″ O |
| Dorfkirche Insel                            | Romanische Saalkirche mit eingezogenem Chor und Apsis 1172 (d), Turm später hinzugefügt, besonders sorgfältig gemauert                                                                                     | Stendal             | Insel                            | weitere Bilder | 52° 33′ 43″ N, 11° 45′ 8″ O  |
| Dorfkirche Jeggel                           | Nach Brand 1688/90 des Vorgängerbauwerks errichteter Fachwerkbau | Zehrental           | Jeggel                           | weitere Bilder | 52° 55′ 9″ N, 11° 38′ 28″ O  |
| Dorfkirche Jerchel (Tangerhütte)            | Saalkirche mit polygonalem Ostschluss, begonnen 1509. Quadratischer Fachwerkdachturm | Tangerhütte         | Jerchel                          | weitere Bilder | 52° 27′ 41″ N, 11° 56′ 34″ O |
| Dorfkirche Kirchpolkritz                    | Stattliche spätromanische Feldsteinkirche in vollständiger Anlage, 2. H. 12. Jh., Westturm in Backstein gotisch ausgebaut                                                                                  | Hohenberg-Krusemark | Schwarzholz                      | weitere Bilder | 52° 45′ 5″ N, 12° 0′ 20″ O   |
| Dorfkirche Kamern                           | Im Kern spätromanischer Backsteinbau M. 13. Jh. aus Schiff mit eingezogenem Chor und schmaler Apsis | Kamern              | Kamern                           | weitere Bilder | 52° 44′ 51″ N, 12° 6′ 21″ O  |
| Dorfkirche Klein Ballerstedt                | Kleiner spätromanischer Feldsteinbau mit halbrundem Ostschluss 1. H. 13. Jh., quadratischer Fachwerkturm 1734–36                                                                                           | Osterburg           | Klein Ballerstedt                | weitere Bilder | 52° 44′ 42″ N, 11° 42′ 3″ O  |
| Dorfkirche Klein Möringen                   | Im Kern mittelalterliche Saalkirche in Feldstein mit Westquerturm, wohl M. 13. Jh. | Stendal             | Klein Möringen                   |                | 52° 36′ 18″ N, 11° 43′ 35″ O |
| Dorfkirche Klein Rossau                     | Gotische Saalkirche mit dreiseitigem Chorschluss, M. 15. Jh. | Osterburg           | Klein Rossau                     | weitere Bilder | 52° 47′ 11″ N, 11° 38′ 19″ O |
| Dorfkirche Klein Schwechten                 | Stattliches Feldsteinbauwerk in vollständiger Anlage vom E. 12. Jh., Westturm später mit zwei Helmen versehen                                                                                              | Rochau              | Klein Schwechten                 | weitere Bilder | 52° 42′ 29″ N, 11° 50′ 19″ O |
| Dorfkirche Klietz                           | Bauwerk der Backsteinromanik (1220/50), Turmaufsatz 19. Jh., nach Teilzerstörung 1945 wiederhergestellt | Klietz              | Klietz                           | weitere Bilder | 52° 40′ 4″ N, 12° 3′ 52″ O   |
| Dorfkirche Kläden (Bismark)                 | Feldsteinkirche in vollständiger Anlage, 1205 (d) | Bismark             | Kläden                           | weitere Bilder | 52° 37′ 50″ N, 11° 39′ 28″ O |
| Dorfkirche Kossebau                         | Feldsteinbauwerk in vollständiger Anlage, 2. H. 12. Jh. | Altmärkische Höhe   | Kossebau                         | weitere Bilder | 52° 49′ 1″ N, 11° 33′ 58″ O  |
| Dorfkirche Krusemark                        | Langgestreckter Feldsteinbau mit Westquerturm, 2 H. 12. Jh., 1726 umgebaut | Hohenberg-Krusemark | Krusemark                        | weitere Bilder | 52° 42′ 47″ N, 11° 57′ 9″ O  |
| Dorfkirche Krüden                           | Spätromanische Saalkirche aus Backstein, 1. H. 13. Jh. | Aland               | Krüden                           | weitere Bilder | 52° 55′ 26″ N, 11° 41′ 45″ O |
| Dorfkirche Käthen                           | Im Kern spätromanische Saalkirche in Feldstein, M 13. Jh., Schiff bei Umbau 1876 verlängert | Bismark             | Käthen                           | weitere Bilder | 52° 34′ 30″ N, 11° 39′ 32″ O |
| Dorfkirche Königsmark                       | Kirche der späten Backsteinromanik, 3. V. 12. Jh. ursprüngliche Basilika im 17. Jh. zur Saalkirche umgebaut                                                                                                | Osterburg           | Königsmark                       | weitere Bilder | 52° 47′ 58″ N, 11° 50′ 49″ O |
| Dorfkirche Könnigde                         | Neuromanischer Backsteinbau mit Apsis, 1896 an den Turm des spätromanischen Vorgängerbauwerks angebaut. | Bismark             | Könnigde                         | weitere Bilder | 52° 38′ 6″ N, 11° 34′ 35″ O  |
| Dorfkirche Langensalzwedel                  | Romanische Feldsteinkirche in vollständiger Anlage, M. 12. Jh.; Turm erst im 13. Jh. ergänzt | Tangermünde         | Langensalzwedel                  | weitere Bilder | 52° 34′ 56″ N, 11° 56′ 31″ O |
| Dorfkirche Lichterfelde (Wische)            | Einschiffiges Kirchengebäude der Backsteingotik um 1300 mit dreiseitigem Schluss | Altmärkische Wische | Lichterfelde (Wische)            | weitere Bilder | 52° 51′ 20″ N, 11° 51′ 46″ O |
| Dorfkirche Lindenberg                       | Neugotische Saalkirche in Backstein von 1893, anstelle eines barocken Vorgängerbauwerks | Zehrental           | Lindenberg                       | weitere Bilder | 52° 54′ 3″ N, 11° 39′ 18″ O  |
| Dorfkirche Lindtorf                         | Romanische Feldsteinsaalkirche M. 12. Jh., Westturm erst im 14. Jh. angefügt | Eichstedt           | Lindtorf                         | weitere Bilder | 52° 41′ 4″ N, 11° 54′ 45″ O  |
| Dorfkirche Losse                            | Feldsteinsaal mit Rechteckchor und Dachreiter über Westgiebel, Chor und Teil des Schiffes um 1200, Rest 1875                                                                                               | Altmärkische Höhe   | Losse                            | weitere Bilder | 52° 52′ 27″ N, 11° 40′ 19″ O |
| Dorfkirche Lückstedt                        | Im Kern spätromanischer Feldsteinbau aus Westquerturm, Schiff und Rechteckchor, 1. H. 13. Jh., mehrfach verändert                                                                                          | Altmärkische Höhe   | Lückstedt                        | weitere Bilder | 52° 49′ 16″ N, 11° 35′ 14″ O |
| Dorfkirche Lüderitz                         | Langgestreckte Saalkirche mit Westquerturm im Kern 2. H. 12. Jh., 1736 umgebaut, weiterer Umbau 1898 | Tangerhütte         | Lüderitz                         | weitere Bilder | 52° 30′ 29″ N, 11° 44′ 34″ O |
| Dorfkirche Melkow                           | Bedeutende Dorfkirche der Backsteinromanik, 1202 (d), Turm auf Westteil aufgesetzt | Wust-Fischbeck      | Melkow                           | weitere Bilder | 52° 31′ 59″ N, 12° 6′ 36″ O  |
| Dorfkirche Meseberg                         | Im Kern spätromanisch, E. 12. Jh.; Fenster 1730 und 1820 vergrößert, nach Brand 1748 wiederaufgebaut | Osterburg           | Meseberg                         | weitere Bilder | 52° 48′ 21″ N, 11° 48′ 25″ O |
| Dorfkirche Meßdorf                          | Feldsteindorfkirche der Spätromanik E. 12. Jh. in vollständiger Anlage, im Sommer Heimstatt der Musikfesttage Meßdorf                                                                                      | Bismark             | Meßdorf                          | weitere Bilder | 52° 43′ 15″ N, 11° 33′ 19″ O |
| Dorfkirche Miltern                          | Saalkirche aus Feldstein mit Westquerturm A. 13. Jh.; Schiff 1789–91 verlängert | Tangermünde         | Miltern                          | weitere Bilder | 52° 33′ 30″ N, 11° 55′ 57″ O |
| Dorfkirche Molkenberg                       | 1846 anstelle eines Vorgängers erbaute neugotische Backsteinkirche mit polygonaler Apsis und seitlichen Anbauten                                                                                           | Schollene           | Molkenberg                       | weitere Bilder | 52° 41′ 48″ N, 12° 12′ 48″ O |
| Dorfkirche Möllenbeck                       | Saalkirche in Feldstein, 1. H. 13. Jh. aus Schiff, Chor und Westquerturm | Bismark             | Möllenbeck                       | weitere Bilder | 52° 42′ 48″ N, 11° 36′ 55″ O |
| Dorfkirche Möllendorf                       | Kleiner Feldsteinbau aus kurzem Schiff, eingezogenem Chor E. 12. Jh. | Goldbeck            | Möllendorf                       | weitere Bilder | 52° 44′ 16″ N, 11° 50′ 56″ O |
| Dorfkirche Nahrstedt                        | Kleine romanische Saalkirche in Feldstein mit Querturm, M. 13. Jh. | Stendal             | Nahrstedt                        | weitere Bilder | 52° 34′ 38″ N, 11° 42′ 28″ O |
| Dorfkirche Natterheide                      | Romanischer Feldsteinsaal M. 13. Jh.mit Westquerturm, 1790 nach Osten verlängert | Osterburg           | Natterheide                      | weitere Bilder | 52° 44′ 43″ N, 11° 36′ 58″ O |
| Dorfkirche Neuermark                        | Barock überformte Feld- und Backsteinsaalkirche, im Kern 13. Jh. | Klietz              | Neuermark                        | weitere Bilder | 52° 39′ 18″ N, 12° 2′ 36″ O  |
| Dorfkirche Neukirchen                       | Im Kern frühgotischer Backsteinbau mit eingezogenem Rechteckchor, 13. Jh. | Altmärkische Wische | Neukirchen                       | weitere Bilder | 52° 52′ 47″ N, 11° 52′ 44″ O |
| Dorfkirche Nitzow                           | Spätgotischer Backsteinsaalbau, 15. Jh. mit älterem, mit Staffelgiebeln versehenem Westturm | Havelberg           | Nitzow                           | weitere Bilder | 52° 52′ 30″ N, 12° 3′ 14″ O  |
| Dorfkirche Orpensdorf                       | 1747 nach Plan von F. W. Diterichs einheitlich erbautes barockes Kirchengebäude | Osterburg           | Orpensdorf                       | weitere Bilder | 52° 45′ 54″ N, 11° 36′ 10″ O |
| Dorfkirche Peulingen                        | Barock überformte rechteckige Saalkirche in Feldstein, im Kern romanisch, 1. H. 13. Jh. | Stendal             | Peulingen                        | weitere Bilder | 52° 39′ 21″ N, 11° 47′ 57″ O |
| Dorfkirche Polkau                           | Romanischer Feldsteinbau 2. H. 12. Jh. aus Schiff, Westquerturm, Saal und Rechteckchor | Osterburg           | Polkau                           | weitere Bilder | 52° 44′ 13″ N, 11° 45′ 14″ O |
| Dorfkirche Pollitz                          | Neugotischer kreuzförmiger Backsteinbau mit Anbauten und Staffelgiebel, 1870/71 | Aland               | Pollitz                          | weitere Bilder | 52° 58′ 9″ N, 11° 37′ 36″ O  |
| Dorfkirche Priemern                         | Schlichter spätbarocker Fachwerkbau um 1805 | Altmärkische Höhe   | Priemern                         | weitere Bilder | 52° 51′ 52″ N, 11° 38′ 10″ O |
| Dorfkirche Rathsleben                       | Kleiner Fachwerksaal mit Dachreiter über dem Westgiebel, 1828 | Altmärkische Höhe   | Rathsleben                       | weitere Bilder | 52° 50′ 17″ N, 11° 32′ 53″ O |
| Dorfkirche Rengerslage                      | Im Ursprung gotischer Backsteinbau aus Westquerturm, langgestrecktem Saal 1. H. 13. Jh. | Osterburg           | Rengerslage                      | weitere Bilder | 52° 48′ 50″ N, 11° 53′ 41″ O |
| Dorfkirche Rindtorf                         | Kleiner romanischer Feldsteinsaal aus Schiff, gleichbreitem Chor und Westquerturm, M. 13. Jh. | Eichstedt           | Rindtorf                         | weitere Bilder | 52° 40′ 37″ N, 11° 55′ 33″ O |
| Dorfkirche Ringfurth                        | Kleine rechteckige Saalkirche in Feldstein, im Kern romanisch, der Chor im 16. Jh. erweitert, im Westen Fachwerk-Dachturm                                                                                  | Tangerhütte         | Ringfurth                        | weitere Bilder | 52° 22′ 53″ N, 11° 54′ 15″ O |
| Dorfkirche Rochau                           | Eindrucksvoller romanischer Feldsteinbau 1205 (d) in vollständiger Anlage mit eigenartigem Turmabschluss                                                                                                   | Rochau              | Rochau                           | weitere Bilder | 52° 42′ 27″ N, 11° 44′ 31″ O |
| Dorfkirche Rönnebeck (Osterburg)            | Rechteckiger, im Kern spätromanischer Feldsteinsaal, 1. H. 13. Jh. | Osterburg           | Rönnebeck                        | weitere Bilder | 52° 46′ 8″ N, 11° 38′ 18″ O  |
| Dorfkirche Rohrbeck (Iden)                  | Kleiner neugotischer Backsteinbau von 1860 unter Verwendung von Resten des Vorgängerbauwerks des 14./15. Jh.                                                                                               | Iden (Altmark)      | Rohrbeck (Iden)                  |                | 52° 46′ 14″ N, 11° 52′ 35″ O |
| Dorfkirche Sanne                            | Romanischer Feldsteinsaal mit eingezogenem Rechteckchor und schmalem quadratischem Westturm mit Satteldach, E. 12. Jh.                                                                                     | Hassel              | Sanne                            | weitere Bilder | 52° 39′ 25″ N, 11° 56′ 31″ O |
| Dorfkirche Scharlibbe                       | 1902/06 erbauter, geräumiger neoromanischer Backsteinbau | Klietz              | Scharlibbe                       | weitere Bilder | 52° 41′ 48″ N, 12° 4′ 12″ O  |
| Dorfkirche Schartau                         | Kleiner romanischer Feldsteinsaal mit eingezogenem quadratischem Chor, Apsis und Westquerturm, 2. H. 12. Jh.                                                                                               | Rochau              | Schartau                         | weitere Bilder | 52° 41′ 47″ N, 11° 41′ 56″ O |
| Dorfkirche Schernikau                       | Romanischer Feldsteinsaal mit eingezogenem Rechteckchor A. 13. Jh. und Westturm | Bismark             | Schernikau                       | weitere Bilder | 52° 37′ 34″ N, 11° 46′ 7″ O  |
| Dorfkirche Schinne                          | Romanischer Feldsteinbau in vollständiger Anlage, Westquerturm 1215 (d) | Bismark             | Schinne                          | weitere Bilder | 52° 39′ 30″ N, 11° 43′ 53″ O |
| Dorfkirche Schleuß                          | Kleiner im Kern romanischer Rechtecksaal 1. H. 13. Jh., Fachwerkturm 1793 | Tangerhütte         | Schleuß                          | weitere Bilder | 52° 30′ 52″ N, 11° 43′ 34″ O |
| Dorfkirche Schmersau                        | Im Kern auf einen Vorgänger zurückgehende, durch Umbauten 1820 und 1873 geprägte Saalkirche mit eingezogener polygonaler Apsis                                                                             | Osterburg           | Schmersau                        | weitere Bilder | 52° 45′ 34″ N, 11° 35′ 16″ O |
| Dorfkirche Schönfeld                        | Mitte des 13. Jahrhunderts erbaute Feldsteinkirche | Bismark (Altmark)   | Schönfeld                        | weitere Bilder | 52° 36′ 59″ N, 11° 44′ 10″ O |
| Dorfkirche Schorstedt                       | Kleiner Feldsteinsaal mit eingezogenem Chor M. 13. Jh., Dachturm 18. Jh. | Bismark             | Schorstedt                       | weitere Bilder | 52° 42′ 33″ N, 11° 39′ 32″ O |
| Dorfkirche Schäplitz                        | Im Kern romanischer Feldsteinsaal mit eingezogenem Chor und Westquerturm, M. 13. Jh. | Bismark             | Schäplitz                        | weitere Bilder | 52° 37′ 40″ N, 11° 37′ 18″ O |
| Dorfkirche Schönberg (Seehausen)            | Spätromanischer Backsteinbau aus Westquerturm und langgestrecktem Schiff, der Ostteil 1720/21 | Seehausen (Altmark) | Schönberg                        | weitere Bilder | 52° 52′ 55″ N, 11° 49′ 8″ O  |
| Dorfkirche Schönebeck                       | Romanischer Feldsteinbau 2. H. 12. Jh. aus Schiff, Apsis und Westquerturm | Bismark             | Schönebeck                       | weitere Bilder | 52° 43′ 26″ N, 11° 35′ 0″ O  |
| Dorfkirche Schönhausen                      | Bedeutende romanische Backsteinbasilika mit Westquerturm in der Nachfolge von Kloster Jerichow, 1212 geweiht                                                                                               | Schönhausen (Elbe)  | Schönhausen                      | weitere Bilder | 52° 34′ 58″ N, 12° 2′ 9″ O   |
| Dorfkirche Schollene                        | Geräumiger neugotischer Backsteinbau mit Langhaus, Querhaus und Westturm 1848/49 | Schollene           | Schollene                        | weitere Bilder | 52° 40′ 41″ N, 12° 13′ 13″ O |
| Dorfkirche Späningen                        | Spätromanischer Feldsteinsaal mit eingezogenem Rechteckchor und Westquerturm, 2. H. 13. Jh. | Bismark             | Späningen                        | weitere Bilder | 52° 44′ 11″ N, 11° 34′ 32″ O |
| Dorfkirche Staats                           | Schlichter neuromanischer Backsteinbau mit Westturm 1880/81 | Stendal             | Staats                           | weitere Bilder | 52° 32′ 37″ N, 11° 38′ 18″ O |
| Dorfkirche Stapel                           | Spätromanischer Feldsteinbau aus Saal, eingezogenem Chor und Westquerturm, 2. H. 12. Jh. | Altmärkische Höhe   | Stapel                           | weitere Bilder | 52° 48′ 28″ N, 11° 37′ 57″ O |
| Dorfkirche Stegelitz                        | Kleine rechteckige im Kern romanische Saalkirche in Feldstein, 13. Jh. | Tangerhütte         | Stegelitz                        | weitere Bilder | 52° 28′ 37″ N, 11° 45′ 56″ O |
| Dorfkirche Steinfeld                        | Spätromanischer Feldsteinbau aus Saal, eingezogenem Chor und Westquerturm, 2. H. 12. Jh. | Bismark             | Steinfeld                        | weitere Bilder | 52° 37′ 30″ N, 11° 42′ 32″ O |
| Dorfkirche Storbeck (Osterburg)             | Spätromanischer Backsteinbau um 1200 aus Saal, eingezogenem Chor und Westquerturm | Osterburg           | Storbeck                         | weitere Bilder | 52° 45′ 52″ N, 11° 41′ 26″ O |
| Dorfkirche Storkau                          | Chor 2. H. 12. Jh., Chorturm und Schiff 13. Jh., eine der „Verkehrten Kirchen der Altmark“, im 19. Jh. beschädigt und wiederhergestellt                                                                    | Tangermünde         | Storkau                          | weitere Bilder | 52° 36′ 50″ N, 12° 0′ 7″ O   |
| Dorfkirche Sydow (Wust-Fischbeck)           | Spätromanischer Backsteinsaal um 1220–50, mit eingezogenem Chor und halbkreisförmiger Apsis, Westquerturm mit erneuertem Dachturm                                                                          | Wust-Fischbeck      | Sydow                            | weitere Bilder | 52° 31′ 26″ N, 12° 8′ 44″ O  |
| Dorfkirche Tornau                           | Klassizistischer Saal mit Turm von 1836 | Stendal             | Tornau                           | weitere Bilder | 52° 35′ 2″ N, 11° 47′ 21″ O  |
| Dorfkirche Uchtenhagen                      | Romanischer Feldsteinbau in vollständiger Anlage vom E. 12. Jh.; Turmoberteil in Backstein frühes 13. Jh.                                                                                                  | Osterburg           | Uchtenhagen                      | weitere Bilder | 52° 46′ 32″ N, 11° 50′ 38″ O |
| Dorfkirche Uenglingen                       | Romanischer Feldsteinsaal mit Chor und Westquerturm, wohl E. 12. Jh. | Stendal             | Uenglingen                       | weitere Bilder | 52° 37′ 6″ N, 11° 48′ 31″ O  |
| Dorfkirche Vielbaum                         | Spätromanischer Feldsteinsaal bis 1243 (d), Turm in Backstein E. 15. Jh. | Aland               | Vielbaum                         | weitere Bilder | 52° 54′ 53″ N, 11° 43′ 41″ O |
| Dorfkirche Walsleben (Osterburg)            | Feldsteinbauwerk E. 12. Jh. aus Schiff, Westquerturm und Rechteckchor | Osterburg           | Walsleben                        | weitere Bilder | 52° 45′ 29″ N, 11° 51′ 21″ O |
| Dorfkirche Wanzer                           | Spätgotischer Backsteinbau des 14./15. Jh. Chor E. 15. Jh. hinzugefügt | Aland               | Wanzer                           | weitere Bilder | 52° 59′ 33″ N, 11° 36′ 20″ O |
| Dorfkirche Weißewarte                       | Gotisierender Backsteinsaal 1848, Schiff, kleiner Chor mit 5/8-Schluss und annähernd quadratischer Westturm mit Satteldach                                                                                 | Tangerhütte         | Weißewarte                       | weitere Bilder | 52° 27′ 54″ N, 11° 52′ 34″ O |
| Dorfkirche Wendemark                        | Chorloser Backsteinsaal in spätklassizistischen Formen 1869/70 | Altmärkische Wische | Wendemark                        | weitere Bilder | 52° 51′ 36″ N, 11° 55′ 32″ O |
| Dorfkirche Windberge                        | Romanischer Feldsteinbau M. 13. Jh. mit Fachwerkturm auf früherem Glockengiebel | Tangerhütte         | Windberge                        | weitere Bilder | 52° 31′ 21″ N, 11° 42′ 58″ O |
| Dorfkirche Wittenmoor                       | Neuromanischer Backsteinsaal mit schmalem Westturm und Dachreiter | Stendal             | Wittenmoor                       | weitere Bilder | 52° 32′ 34″ N, 11° 41′ 17″ O |
| Dorfkirche Wohlenberg                       | Schlichter kleiner, im Ursprung spätromanischer Feldsteinbau, 2. H. 12. Jh. | Altmärkische Höhe   | Wohlenberg                       | weitere Bilder | 52° 48′ 54″ N, 11° 36′ 36″ O |
| Dorfkirche Wollenrade                       | Spätromanische Saalkirche in Feldstein aus Schiff, eingezogenem Chor und Westquerturm, 1230 geweiht | Osterburg           | Wollenrade                       | weitere Bilder | 52° 43′ 52″ N, 11° 38′ 43″ O |
| Dorfkirche Wulkau                           | Apsis und Ostteile teils aus dem 14. Jh., 1839 Neubau des Schiffs als neuromanischer Saal | Kamern              | Wulkau                           | weitere Bilder | 52° 45′ 33″ N, 12° 4′ 12″ O  |
| Dorfkirche Wust                             | Saalkirche der Backsteinromanik, Weihe bis 1206, 1708 Gruftanbau derer von Katte, Turmaufsatz in Fachwerk 1727                                                                                             | Wust-Fischbeck      | Wust                             | weitere Bilder | 52° 32′ 54″ N, 12° 6′ 54″ O  |
| Dreifaltigkeitskirche (Tangermünde)         | Neuromanischer Backsteinsaal mit mächtigem Querturm, Schiff, Chor und Apsis 1924–26 (katholische Pfarrk.)                                                                                                  | Tangermünde         | Tangermünde                      | weitere Bilder | 52° 32′ 54″ N, 11° 58′ 49″ O |
| Ev. Kirche Bölsdorf                         | Kleine klassizistische Saalkirche auf nahezu quadratischem Grundriss von 1836/37 | Tangermünde         | Bölsdorf                         | weitere Bilder | 52° 30′ 40″ N, 11° 55′ 32″ O |
| Evangelische Dorfkirche in Borstel          | Neuromanischer Backsteinbau auf dem Grundriss eines romanischen Vorgängers | Stendal             | Borstel                          | weitere Bilder | 52° 38′ 38″ N, 11° 50′ 11″ O |
| Evangelische Kirche (Vinzelberg)            | Neuromanischer Backsteinbau auf den Fundamenten eines romanischen Vorgängers, 1866/67 | Stendal             | Vinzelberg                       | weitere Bilder | 52° 33′ 29″ N, 11° 39′ 53″ O |
| Gutskirche Schönfeld                        | Neugotisches Bauwerk mit Kreuzgrundriss von C. W. Hase 1882 | Bismark             | Schönfeld                        | weitere Bilder | 52° 36′ 59″ N, 11° 44′ 8″ O  |
| Gutskirche Vollenschier                     | Neugotisches Backsteinbauwerk 1875–77 von C. W. Hase | Stendal             | Vollenschier                     | weitere Bilder | 52° 32′ 3″ N, 11° 39′ 42″ O  |
| Gutskirche Welle                            | Romanisches Feldsteinbauwerk 2. H. 12. Jh. mit Westquerturm und eingezogenem Chor | Stendal             | Welle                            | weitere Bilder | 52° 32′ 11″ N, 11° 50′ 59″ O |
| Heilig Kreuz (Bismark)                      | Katholische Kirche in Bismark, Neubau 1954/55, nach 2015 entwidmet und verkauft | Bismark             | Bismark                          | weitere Bilder | 52° 39′ 46″ N, 11° 33′ 53″ O |
| Dorfkirche Buch (Tangermünde)               | Stattliche im Kern romanische, barock überformte Saalkirche A. 13. Jh. | Tangermünde         | Buch                             | weitere Bilder | 52° 29′ 13″ N, 11° 56′ 59″ O |
| Kirche Dobberkau                            | Romanische Saalkirche in Feldstein, 1. H. 13. Jh., mit Schiff, eingezogenem Chor und Westquerturm | Bismark             | Dobberkau                        | weitere Bilder | 52° 42′ 16″ N, 11° 36′ 28″ O |
| Kirche Erxleben                             | Ursprünglich Feldsteinbau in vollständiger Anlage, Apsis im 15. Jh. durch Polygon ersetzt | Osterburg           | Erxleben                         | weitere Bilder | 52° 45′ 0″ N, 11° 45′ 47″ O  |
| Kirche Ferchels                             | Schlichter Backsteinsaal mit Westturm und Apsis, 1871/72 erbaut | Schollene           | Ferchels                         | weitere Bilder | 52° 39′ 47″ N, 12° 10′ 47″ O |
| Dorfkirche Garlipp                          | Romanischer Feldsteinbau mit eingezogenem Chor und Westquerturm, 1228 (d) | Bismark             | Garlipp                          | weitere Bilder | 52° 38′ 37″ N, 11° 36′ 53″ O |
| Kirche Garz                                 | Regelmäßiger achteckiger Fachwerkbau mit Zeltdach und Laterne 1688 datiert | Havelberg           | Garz                             | weitere Bilder | 52° 45′ 12″ N, 12° 12′ 5″ O  |
| Kirche Grassau (Bismark)                    | Romanische Saalkirche in vollständiger Anlage, 2. H. 12. Jh. | Bismark             | Grassau                          | weitere Bilder | 52° 40′ 14″ N, 11° 41′ 6″ O  |
| Kirche Grieben                              | Geräumiger Rechteckbau mit Feldsteinfundament, Schiff 1882 neu aufgebaut, Westturm A. 13. Jh. mit Glockengeschoss in Backstein                                                                             | Tangerhütte         | Grieben                          | weitere Bilder | 52° 26′ 23″ N, 11° 57′ 44″ O |
| Kirche Kehnert                              | Neugotischer Rechteckbau mit westlichem Dachturm in Fachwerk 1825/30 anstelle einer älteren Gutskirche erbaut                                                                                              | Tangerhütte         | Kehnert                          | weitere Bilder | 52° 20′ 27″ N, 11° 51′ 19″ O |
| Kirche Klinke                               | Im Kern kleine romanische Saalkirche aus Feldstein, nachträglich nach Osten verlängert, westl. Fachwerk-Dachturm E. 18. Jh.                                                                                | Bismark             | Klinke                           | weitere Bilder | 52° 35′ 31″ N, 11° 36′ 59″ O |
| Kirche Krumke                               | Kleiner romanischer Feldsteinbau E. 12. Jh., Turmaufsatz erst 1724/26 | Osterburg           | Krumke                           | weitere Bilder | 52° 47′ 55″ N, 11° 43′ 4″ O  |
| Kirche Kuhlhausen                           | Klassizistischer Putzbau in der Schinkel-Nachfolge, turmloser Rechtecksaal mit Rundbogenfenstern | Havelberg           | Kuhlhausen                       | weitere Bilder | 52° 46′ 59″ N, 12° 11′ 49″ O |
| Kirche Jederitz                             | Backsteinbau 1874 mit polygonaler Apsis, Turm 1945 gesprengt | Havelberg           | Jederitz                         |                | 52° 48′ 12″ N, 12° 8′ 5″ O   |
| Kirche Mahlpfuhl                            | Kleiner romanisierender Rechteckbau in Backstein, um 1930 | Tangerhütte         | Mahlpfuhl                        |                | 52° 25′ 55″ N, 11° 46′ 15″ O |
| Dorfkirche Neuendorf am Speck               | Kleiner romanischer rechteckiger Feldsteinsaal E. 12. Jh. mit später angebautem Westturm | Stendal             | Neuendorf am Speck               | weitere Bilder | 52° 40′ 0″ N, 11° 47′ 10″ O  |
| Kirche Petersmark                           | Neuromanischer Backsteinbau 1887 anstelle eine barocken Vorgängerbaus, chorloser Rechteckbau mit Turm | Goldbeck            | Petersmark                       | weitere Bilder | 52° 44′ 1″ N, 11° 48′ 53″ O  |
| Kirche Plätz                                | Kleiner chorloser Saalbau in Feldstein, E. 13. Jh., im 18. Jh. verändert | Goldbeck            | Plätz                            |                | 52° 44′ 20″ N, 11° 53′ 15″ O |
| Kirche Polkern                              | Im Kern mittelalterlich, chorloser Feldsteinbau, 1777 und 1905 stark verändert | Osterburg           | Polkern                          |                | 52° 49′ 44″ N, 11° 43′ 17″ O |
| Kirche Querstedt                            | Im Kern romanischer Feldsteinsaal aus achteckigem Schiff und quadratischem Westturm, 1737–39 umfassender Umbau des Schiffs nach Plänen von F.W. Diterichs                                                  | Bismark             | Querstedt                        | weitere Bilder | 52° 36′ 6″ N, 11° 39′ 48″ O  |
| Kirche Räbel                                | Kleiner Backsteinsaal mit polygonalem Chor nach der Form des gotischen Ostfensters, wohl E. 13. Jh. | Werben              | Räbel                            | weitere Bilder | 52° 49′ 59″ N, 12° 1′ 49″ O  |
| Kirche Schelldorf                           | 1901–05 anstelle eines Vorgängerbauwerks erbauter neuromanischer Backsteinbau | Tangerhütte         | Schelldorf                       | weitere Bilder | 52° 28′ 19″ N, 11° 58′ 47″ O |
| Kirche Schliecksdorf                        | Neugotischer Backsteinbau 1878 anstelle eines mittelalterlichen Vorgängers | Osterburg           | Schliecksdorf                    |                | 52° 47′ 41″ N, 11° 40′ 52″ O |
| Kirche Schönfeld (Elbe)                     | Backsteinbau des 15. Jh. aus Westquerturm auf gleichbreitem, gestrecktem, dreiseitig geschlossenem Schiff                                                                                                  | Kamern              | Schönfeld                        | weitere Bilder | 52° 43′ 29″ N, 12° 3′ 30″ O  |
| Kirche Staffelde                            | Romanische Chorturmkirche in Feldstein, 1. H. 13. Jh., eine der „Verkehrten Kirchen der Altmark“ | Stendal             | Staffelde                        | weitere Bilder | 52° 36′ 10″ N, 11° 57′ 24″ O |
| Kirche Toppel                               | Kleiner gotischer Rechtecksaal Anfang 14. Jh., mit quadratischem Westturm | Havelberg           | Toppel                           | weitere Bilder | 52° 50′ 49″ N, 12° 3′ 30″ O  |
| Kirche Uchtspringe                          | Kirche der Nervenheilanstalt Uchtspringe, großer neugotischer Backsteinbau mit polygonalen Querarmen und riegelartigem Westbau 1899                                                                        | Stendal             | Uchtspringe                      | weitere Bilder | 52° 32′ 24″ N, 11° 35′ 59″ O |
| Kirche Vehlgast                             | Schlichter gotisierender Backsteinbau mit dreiseitigem Ostschluss 1867 | Havelberg           | Vehlgast                         |                | 52° 47′ 58″ N, 12° 12′ 7″ O  |
| Kirche Warnau                               | Klassizistischer Putzbau der Schinkelnachfolge, Saalkirche mit eingezogenem Westturm | Havelberg           | Warnau                           | weitere Bilder | 52° 44′ 24″ N, 12° 11′ 23″ O |
| Kirche in Wolterslage                       | Einheitlich wirkender gotischer Backsteinbau aus Westturm, gestrecktem Schiff und dreiseitig geschlossenem Chor                                                                                            | Osterburg           | Wolterslage                      | weitere Bilder | 52° 49′ 13″ N, 11° 50′ 41″ O |
| Kirche Zedau                                | Feldsteinsaal mit Chor und schiffsbreitem Westquerturm, Turm spätgotisch erhöht, 1887 erneuert | Osterburg           | Zedau                            |                | 52° 47′ 32″ N, 11° 43′ 21″ O |
| Kirchenruine Käcklitz                       | Frühgotischer Backsteinbau, Turm E. 15. Jh. aufgestockt. Seit 1968 Verfall, als Ruine erhalten | Hohenberg-Krusemark | Käcklitz                         | weitere Bilder | 52° 46′ 31″ N, 12° 0′ 54″ O  |
| Klosterkirche Krevese                       | Romanische Klosterkirche in Feldstein, als Basilika bis 1200 erbaut, wertvolle Ausstattung mit bedeutender Orgel                                                                                           | Osterburg           | Krevese                          | weitere Bilder | 52° 48′ 36″ N, 11° 41′ 27″ O |
| Lutherkirche (Stendal)                      | Neugotische Backsteinkirche 1904/05 | Stendal             | Stendal                          | weitere Bilder | 52° 35′ 25″ N, 11° 50′ 32″ O |
| Kirche Jarchau                              | Kleiner romanischer Feldsteinsaal mit eingezogenem Chor um 1200, 1786/87 Erneuerung der Fenster, Fachwerkturm angefügt                                                                                     | Stendal             | Jarchau                          | weitere Bilder | 52° 39′ 26″ N, 11° 53′ 36″ O |
| Dorfkirche Baumgarten (Eichstedt)           | Rechteckiger Feldsteinsaal von zwei Jochen und westl. Dachturm mit Walmdach, spätrom. Schiff weitgehend unverändert erhalten, M. 13. Jh.                                                                   | Eichstedt           | Baumgarten                       | weitere Bilder | 52° 40′ 8″ N, 11° 52′ 9″ O   |
| Salzkirche Seehausen (Altmark)              | Salzkirche, neben dem Beustertor. Spätgotischer, dreijochiger Saal mit dreiseitigem Ostschluss, Gewölbe nicht erhalten, 15. Jh. Profaniert.                                                                | Seehausen (Altmark) | Seehausen                        | weitere Bilder | 52° 53′ 32″ N, 11° 45′ 26″ O |
| St. Marien (Klein Beuster)                  | Fachwerkbau mit eingezogenem Chor, Turm in Backstein mit Dachreiter | Seehausen (Altmark) | Klein Beuster                    | weitere Bilder | 52° 56′ 19″ N, 11° 47′ 20″ O |
| Sankt-Nikolaus-Kirche (Beuster)             | Romanische Basilika aus Backstein, 2. H. 12. Jh. | Seehausen (Altmark) | Beuster                          | weitere Bilder | 52° 56′ 20″ N, 11° 47′ 2″ O  |
| St. Anna (Stendal)                          | Katholische Kirche, Backsteingotik, 1481 geweiht, vierjochiger Saal mit Polygonschluss | Stendal             | Stendal                          | weitere Bilder | 52° 36′ 11″ N, 11° 51′ 20″ O |
| St. Jacobi (Stendal)                        | Dreischiffige sechsjochige Hallenkirche in Feldstein und Backstein mit einschiffigem Chor, 14./15. Jh., Turm 1893/1901 nach Einsturz neu gebaut                                                            | Stendal             | Stendal                          | weitere Bilder | 52° 36′ 30″ N, 11° 51′ 28″ O |
| St. Johannes (Werben)                       | Dreischiffige Hallenkirche der Backsteingotik 14./15. Jh. mit dreiapsidialem Schluss und mächtigem Dach, Westturm unvollendet                                                                              | Werben              | Werben                           | weitere Bilder | 52° 51′ 35″ N, 11° 58′ 55″ O |
| St. Joseph (Osterburg)                      | Katholische Kirche, Neubau in Backstein 1928/29 | Osterburg           | Osterburg                        | weitere Bilder | 52° 47′ 20″ N, 11° 45′ 21″ O |
| St. Laurentius (Havelberg)                  | Dreischiffige vierjochige Hallenkirche der Backsteingotik, 1. H. 15. Jh. mit einschiffigem Chor, Westturm bis 1660                                                                                         | Havelberg           | Havelberg                        | weitere Bilder | 52° 49′ 28″ N, 12° 4′ 31″ O  |
| St. Laurentius und St. Nikolaus (Sandau)    | Spätromanische Basilika in Backstein, um 1200, Turm 1945 durch Beschuss zur Hälfte zerstört, Wiederaufbau bis 2002–2013                                                                                    | Sandau              | Sandau                           | weitere Bilder | 52° 47′ 23″ N, 12° 2′ 50″ O  |
| St. Marien (Stendal)                        | Spätgotische Hallenkirche mit Umgangschor und Doppelturmfront, 1420–1470 | Stendal             | Stendal                          | weitere Bilder | 52° 36′ 20″ N, 11° 51′ 38″ O |
| St. Nikolaus (Stendal)                      | Ehemalige Stiftskirche, dreischiffige Hallenkirche der Backsteingotik mit einschiffigem Chor und bedeutenden gotischen Glasmalereien, auch als Dom zu Stendal bekannt                                      | Stendal             | Stendal                          | weitere Bilder | 52° 36′ 1″ N, 11° 51′ 37″ O  |
| St. Petri (Seehausen)                       | Kirche in Seehausen (Altmark), dreischiffige Hallenkirche der Backsteingotik, bedeutendes romanisches Westportal, große Lütkemüller-Orgel (restauriert)                                                    | Seehausen (Altmark) | Seehausen                        | weitere Bilder | 52° 53′ 24″ N, 11° 45′ 15″ O |
| St. Petri (Stendal)                         | evangelische dreischiffige Hallenkirche der Backsteingotik, teils Feldstein | Stendal             | Stendal                          | weitere Bilder | 52° 36′ 23″ N, 11° 51′ 13″ O |
| Dorfkirche Groß Schwarzlosen                | Langgestreckte romanische Saalkirche in Feldstein um 1200 | Tangerhütte         | Groß Schwarzlosen                | weitere Bilder | 52° 30′ 7″ N, 11° 45′ 17″ O  |
| St. Stephan (Tangermünde)                   | Große dreischiffige Hallenkirche der Backsteingotik mit Umgangschor, wertvolle Orgel. | Tangermünde         | Tangermünde                      | weitere Bilder | 52° 32′ 33″ N, 11° 58′ 29″ O |
| St.-Nikolai-Kirche (Osterburg)              | Hallenkirche aus Backstein mit dreiapsidialem Schluss, im Kern M. 13. Jh., nach M. 15. Jh. umgebaut/erweitert                                                                                              | Osterburg           | Osterburg                        | weitere Bilder | 52° 47′ 25″ N, 11° 45′ 12″ O |
| Stadtkirche Bismark                         | Stadtkirche in Bismark, ehem. romanische Feldsteinbasilika, zur Hallenkirche umgebaut | Bismark             | Bismark                          | weitere Bilder | 52° 39′ 40″ N, 11° 33′ 16″ O |
| Stadtkirche St. Georg (Arneburg)            | Romanisches Feldsteinbauwerk 12./13. Jh., im 17./18. Jh. umgebaut | Arneburg            | Arneburg                         | weitere Bilder | 52° 40′ 30″ N, 12° 0′ 31″ O  |
| Havelberger Dom                             | Mächtiger romanischer Westbau in Feldstein, im Kern romanische, gotisch überformte Basilika in Backstein                                                                                                   | Havelberg           | Havelberg                        | weitere Bilder | 52° 49′ 36″ N, 12° 4′ 44″ O  |
| St. Bernhard (Goldbeck)                     | Katholische Kirche, 1929 nach Plänen von Kurt Matern erbaut, 2013 geschlossen, an privat verkauft | Goldbeck            | Goldbeck                         | weitere Bilder | 52° 42′ 58″ N, 11° 51′ 45″ O |
| St. Elisabeth (Tangerhütte)                 | Katholische Kirche, 1931 erbaut, 2019 geschlossen, 2022 an privat verkauft | Tangerhütte         | Tangerhütte                      | weitere Bilder | 52° 26′ 19″ N, 11° 48′ 9″ O  |
| St. Michael (Schönhausen)                   | Katholische Kirche, 1956–1959 nach Plänen von Johannes Reuter erbaut, 2004 profaniert, später an privat verkauft                                                                                           | Schönhausen (Elbe)  | Schönhausen                      | weitere Bilder | 52° 34′ 42″ N, 12° 2′ 29″ O  |
| St. Johannes Baptist (Seehausen)            | Katholische Kirche, 1937–1938 erbaut, 2025 profaniert | Seehausen (Altmark) | Seehausen                        | weitere Bilder | 52° 53′ 5″ N, 11° 44′ 50″ O  |

## Ehemalige Kirchen
| Artikel            | Beschreibung | Gemeinde | Ort         | Bild | Koordinaten |
| ------------------ | --- | -------- | ----------- | ---- | ----------- |
| Kirche Niedergörne | Dorf und Kirche wurden beim Bau des KKW Stendal devastiert. Die Kirche war ein mittelalterlicher Rechteckbau mit eingezogenem Chor und Westturm aus Backstein. | Stendal  | Niedergörne |      |             |

## Klöster und Stifte
| Artikel                             | Beschreibung | Gemeinde            | Ort       | Bild           | Koordinaten                  |
| ----------------------------------- | --- | ------------------- | --------- | -------------- | ---------------------------- |
| Benediktinerinnenkloster Krevese    | Ehem. Kloster, gegr. 1170, erhalten ist nur die romanische Klosterkirche Krevese mit beachtlicher Innenausstattung.                 | Osterburg (Altmark) | Krevese   |                | 52° 48′ 36″ N, 11° 41′ 27″ O |
| Benediktinerkloster Arneburg        | Ehem. Kloster in Deutschland, spätestens 997 zerstört                                                                               | Arneburg            | Arneburg  |                | 52° 40′ 23″ N, 12° 0′ 28″ O  |
| Franziskanerkloster Stendal         | Franziskanerinnenkloster, 1460 vermutlich Baubeginn, um 1540 Auflösung. Ehemalige Klosterkirche: heute katholische St.-Anna-Kirche. | Stendal             | Stendal   | weitere Bilder | 52° 36′ 14″ N, 11° 51′ 21″ O |
| Katharinenkloster (Stendal)         | Ehemaliges Kloster der Benediktinerinnen in Stendal, später auch Augustiner-Chorfrauen, jetzt Altmärkisches Museum                  | Stendal             | Stendal   | weitere Bilder | 52° 36′ 2″ N, 11° 51′ 48″ O  |
| Kollegiatstift Arneburg             | Ehem. Kollegiatstift 1459 gegründet, nach Reformation aufgelöst                                                                     | Arneburg            | Arneburg  |                | 52° 40′ 23″ N, 12° 0′ 28″ O  |
| Kollegiatstift Beuster              | Ehemaliges Kollegiatstift der Altmark, gegründet 1395, aufgelöst; erhalten ist nur die ehem. Stiftskirche Beuster                   | Seehausen (Altmark) | Beuster   |                | 52° 56′ 20″ N, 11° 47′ 2″ O  |
| Kollegiatstift Stendal              | Ehemaliges Kollegiatstift Stendal, Stiftskirche St. Nikolaus (Stendal) und Reste der Stiftsgebäude erhalten                         | Stendal             | Stendal   |                | 52° 36′ 1″ N, 11° 51′ 38″ O  |
| Prämonstratenser-Domstift Havelberg | Ehem. Prämonstratenser-Stift des Havelberger Doms                                                                                   | Havelberg           | Havelberg |                | 52° 49′ 36″ N, 12° 4′ 44″ O  |

## Begräbnisstätten
| Artikel                          | Beschreibung | Gemeinde    | Ort         | Bild | Koordinaten                  |
| -------------------------------- | --- | ----------- | ----------- | ---- | ---------------------------- |
| Försterfriedhof Barsberge        | 1873 vom damaligen Revierförster für sich und seine Amtsnachfolger angelegt, Ende 1970 Grabplatten zerstört     | Seehausen   | Barsberge   |      | 52° 51′ 57″ N, 11° 42′ 53″ O |
| Jüdischer Friedhof Havelberg     | Ältester Grabstein 1842, 1894 Friedhof offiziell angelegt, bis 1943 jüdische Bestattungen.                      | Havelberg   | Havelberg   |      | 52° 50′ 6″ N, 12° 5′ 51″ O   |
| Jüdischer Friedhof (Stendal)     | Im 19. Jh. angelegt, letzte Bestattung 1940                                                                     | Stendal     | Stendal     |      | 52° 36′ 48″ N, 11° 50′ 46″ O |
| Jüdischer Friedhof (Tangermünde) | Anfang 18. Jh. angelegt, mehrfach erweitert, letzte Beisetzung 1941, 1997 geschändet, danach wiederhergestellt. | Tangermünde | Tangermünde |      | 52° 32′ 14″ N, 11° 57′ 45″ O |

- Siehe auch: Großsteingräber im Landkreis Stendal

∑ 238 Einträge